# 4296 van Woerkom
A 4296 van Woerkom (ideiglenes jelöléssel 1935 SA2) a Naprendszer kisbolygóövében található aszteroida. H. van Gent fedezte fel 1935. szeptember 28-án.